# Christof Wackernagel

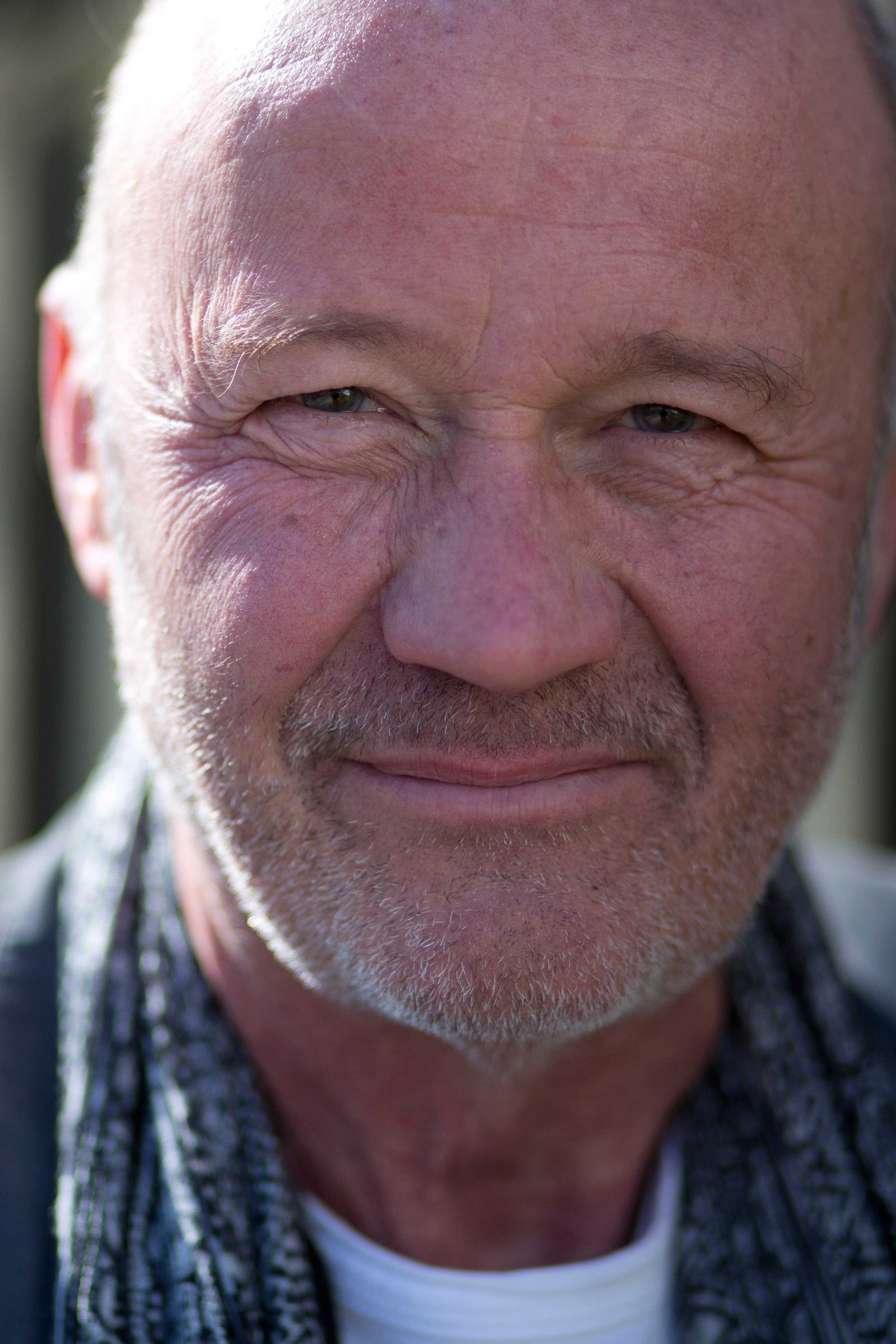
Christof Wackernagel (2016)

Christof Michael Wackernagel (* 27. August 1951 in Ulm) ist ein deutscher Schauspieler und Schriftsteller. Er ist ein ehemaliger Terrorist der Rote Armee Fraktion (RAF) und wurde 1980 wegen Mordversuchs und Mitgliedschaft in einer terroristischen Vereinigung zu 15 Jahren Freiheitsstrafe verurteilt, von der er zwei Drittel verbüßte. 1983 distanzierte er sich von der RAF.

## Herkunft und Familie
Wackernagel ist das Kind des Künstlerehepaars Peter Wackernagel (1913–1958), Intendant am Ulmer Theater, und der Schauspielerin Erika Wackernagel, geb. Ritzen (1925–1995). Bereits mit sieben Jahren wurde er Halbwaise, als der Vater starb. 1960 zog die Mutter mit Christof und seiner Schwester Sabine nach München und heiratete 1961 den Architekten Heinrich Guter (1925–2015).
Seine Schwester Sabine Wackernagel (* 1947 in Stuttgart) und deren Tochter Katharina Wackernagel (* 1978 in Freiburg) sind erfolgreiche Schauspielerinnen. Katharinas Bruder Jonas Grosch ist Filmregisseur; 2007 erschien von ihm ein Dokumentarfilm über Wackernagel mit dem Titel Der Weiße mit dem Schwarzbrot.
Wackernagel verließ vorzeitig das Gymnasium und spielte 1967 seine erste Hauptrolle in dem Film Tätowierung. Mit diesem Film nahm er am Wettbewerb der Berlinale 1967 teil. Es folgten weitere Rollen. Der Spiegel benennt ihn 1980 rückblickend als „Jungfilmstar“.
Wackernagel kam Anfang der 1970er Jahre nach Stuttgart, arbeitete weiter als Schauspieler und übte mehrere Hilfstätigkeiten aus, um sein Auskommen zu sichern. Außerdem drehte er eigene Videofilme.

## RAF-Zeit
Gemeinsam mit zwei Freunden erwarb er eine Druckerei, die mit der Roten Hilfe zusammenarbeitete. Zunehmend engagierte sich Wackernagel auch selbst für Inhaftierte und gegen die als „Isolationsfolter“ kritisierten Haftbedingungen. Im Auftrag von Klaus Croissant war er im Stammheim-Prozess 1975 als Tontechniker tätig.
Anfang 1977 schloss sich Wackernagel der RAF an und tauchte im Sommer 1977 unter. Im Zuge des Deutschen Herbstes wurde nach ihm als Terroristen steckbrieflich gefahndet. Am 10. November 1977 versuchten die niederländische Polizei und deutsche Zielfahnder, Wackernagel und seinen Freund Gert Schneider in Amsterdam festzunehmen. Ein niederländischer Polizist eröffnete dabei das Feuer, Wackernagel schoss zurück und Schneider zündete eine Handgranate. Beide wurden angeschossen und anschließend festgenommen. Drei der beteiligten niederländischen Polizeibeamten erlitten schwere Schussverletzungen.

## Verurteilung und Haft
1979 wurde Wackernagel in den Niederlanden zu 15 Jahren Haft verurteilt. Nach seiner Überstellung nach Deutschland wurde er am 15. Oktober 1980 vor dem Oberlandesgericht Düsseldorf wegen Mordversuchs und Mitgliedschaft in einer terroristischen Vereinigung (RAF) zu 15 Jahren Haft verurteilt. Die ehemaligen RAF-Mitglieder Volker Speitel und Hans-Joachim Dellwo hatten Wackernagel im Prozess erheblich belastet.
1983 distanzierte er sich von der RAF.
Im Gefängnis begann Wackernagel mit dem Schreiben und veröffentlichte 1984 seinen ersten Roman und 1986 einen Gedichtband. Ab 1984 trat mit Claus Peymann, damals Intendant am Bochumer Schauspielhaus, ein prominenter Fürsprecher Wackernagels für eine vorzeitige Entlassung auf und sorgte damit für politische Schlagzeilen, da sich vor allem Bernhard Worms, der CDU-Fraktionsvorsitzende im Landtag Nordrhein-Westfalen, dagegen aussprach. Auch Herman van Hoogen, der Polizist, der ihn festgenommen hatte, plädierte für seine vorzeitige Entlassung. 1986 kam Wackernagel in den offenen Vollzug und konnte ab August als Regie- und Dramaturgieassistent am Bochumer Schauspielhaus arbeiten. Nachdem er zwei Drittel der Strafe (beginnend 1977) verbüßt hatte, wurde Wackernagel 1987 unter Auflagen aus der Haft entlassen.

## Nach der Haft
Zunächst wurde er wieder für Rollen gebucht. Ab 1991 ebbte der anfängliche Erfolg ab; nach Wackernagels Meinung war der „Terroristen-Voyeurismus“ vorbei. Seit Mitte der 1990er Jahre war Wackernagel wieder in verschiedenen Fernsehfilmen und -serien wie auch in Kinofilmen zu sehen. Zudem schreibt er Bücher und Dramen, malt, produziert Hörspiele und engagiert sich auch wieder politisch. 1992 wurde Wackernagel mit dem „Alfred-Müller-Felsenburg-Preis für aufrechte Literatur“ ausgezeichnet.
Rund zehn Jahre lang lebte Wackernagel in Bamako, der Hauptstadt von Mali. 2007 erschien unter der Regie seines Neffen Jonas Grosch der Dokumentarfilm Der Weiße mit dem Schwarzbrot über sein Leben in Mali bei dem Musiker Madou Coulibaly und seiner Haushälterin Assa und seinen Versuch, vor Ort zusammen mit den Maliern eine Vollkornbäckerei zu gründen. In Gesprächen mit Wackernagel wird auch sein früheres Leben in Deutschland reflektiert. 
Inzwischen kehrte er zusammen mit seinem Sohn Peter zurück nach Deutschland und lebt in Ottobrunn bei München. Die Mutter seines Sohnes Peter, Batoma Daou, blieb in Mali.

## Werke

### Filmografie
- 1967: Tätowierung
- 1968: Funkstreife XY – ich pfeif’ auf mein Leben
- 1968: Engelchen oder Die Jungfrau von Bamberg
- 1968: Bis zum Happy-End
- 1969: Engelchen macht weiter – hoppe, hoppe Reiter
- 1969: Al Capone im deutschen Wald
- 1970: Der Bettenstudent oder: Was mach’ ich mit den Mädchen?
- 1970: Der Kommissar – Dr. Meinhardts trauriges Ende
- 1974: Bismarck von hinten oder Wir schließen nie
- 1976: Mädchen, die am Wege liegen
- 1976: Die Elixiere des Teufels
- 1976: Der Vietnamkrieg ist in der BRD noch nicht zu Ende (als Regisseur)
- 1977: Achsensprung
- 1989: 10 Minuten Berlin (Kurzfilm)
- 1990: Abenteuer Airport
- 1990: Das schreckliche Mädchen
- 1991: Ins Blaue
- 1991: Der Fahnder – Tauschgeschäfte
- 1992: Der König von Bärenbach (13-tlg. Serie)
- 1993: Ein Mann für jede Tonart
- 1994: Der bewegte Mann
- 1995: Kommissar Klefisch – Klefisch schwerster Fall
- 1996: Kinder ohne Gnade
- 1996: Männerpension
- 1997: Ein todsicheres Ding
- 1997: Blutige Scheidung
- 1998: Alarm für Cobra 11 – Die Autobahnpolizei (Folge "Ein Leopard läuft Amok")
- 1998: Der Eisbär
- 1999: Der große Bagarozy
- 1999: Schwarzes Blut
- 2000: Tatort – Direkt ins Herz
- 2000: Luftpiraten – 113 Passagiere in Todesangst
- 2001: Berlin – Abschnitt 40 (Pilotfilm zur Serie)
- 2001: Die Biester (Fernsehserie)
- 2001: Lammbock – Alles in Handarbeit
- 2001: Der Zimmerspringbrunnen
- 2002–2003: Abschnitt 40 (Fernsehserie)
- 2002: Tatort – Verrat
- 2003: Die Liebe kommt als Untermieter
- 2003: Tatort – Bienzle und der Tod im Teig
- 2006: Drei Schwestern made in Germany
- 2007: Der Weiße mit dem Schwarzbrot
- 2009: Résiste – Aufstand der Praktikanten
- 2009: Tatort – Altlasten
- 2011: Dann kam Lucy
- 2011: Die Rosenheim-Cops – Der Blumenmörder von Rosenheim
- 2012: Schleuderprogramm
- 2013: Stralsund – Freier Fall
- 2014: Bestefreunde
- 2014: Meister des Todes
- 2015: Halbe Brüder
- 2016: Unter Wölfen
- 2016: Schwarzach 23 und die Jagd nach dem Mordsfinger
- 2016: Selbstentführung
- 2017: Chaos-Queens: Für jede Lösung ein Problem
- 2017: RAF oder Hollywood – Tagebuch einer gescheiterten Utopie
- 2018: Lindenstraße (Folgen 1696 bis 1698)
- 2019: Die Bestatterin – Der Tod zahlt alle Schulden (Fernsehreihe)
- 2020: München Mord: Ausnahmezustand

### Schriften
- 1984: Nadja: Erzählungen und Fragmente. ISBN 3-87877-235-1 (1986 erneut verlegt).
- 1986: Bilder einer Ausstellung. ISBN 3-498-07309-5.
- 2002: Gadhafi lässt bitten. zu Klampen Verlag Springe, ISBN 3-933156-63-7.
- 2011: es – Traumtrilogie. zu Klampen Verlag Springe, ISBN 978-3-86674-140-9.
- 2011: Der Fluch der Dogon. Nautilus Verlag, ISBN 978-3-89401-749-1.
- 2012: Dieu est grand, Malische Geschichten. ISBN 978-3-927795-57-0.[17]
- 2013: Reden statt schießen. Militärputsch in Malis Kultur des Dialogs. Prospero Verlag, ISBN 978-3-941688-48-3.
- 2015: Verlogen, dumm und unverschämt. Kulturindustrie von 1977 bis heute. Oktober Verlag, ISBN 978-3-944369-50-1.
- 2016: Selbstentführung. Retap Verlag, Düsseldorf, ISBN 978-3-931988-31-9.
- 2017: RAF oder Hollywood – Tagebuch einer gescheiterten Utopie. zu Klampen Verlag Springe, ISBN 978-3-86674-558-2.
- 2020: Traumprotokolle. 3 Bände. zu Klampen, Springe.

### Hörspiele
- 1994: Der blinde Fleck – Regie: Karlheinz Liefers (Hörspiel – ORB/WDR)